# Black and White (canción de Static-X)
«Black and White» es un sencillo del grupo de metal industrial Static-X. Es el primer sencillo de su segundo álbum, Machine. El vídeo musical muestra al grupo uno por uno saliendo de una hipnósis en la que se encuentran, empezando a actuar y después transformándose en robots lentamente, recordando las películas de Terminator.

## Lista de canciones
1. «Black and White»
2. «Anything But This»
3. «Sweat of the Bud» (Directo)

## DVD
Black and White también apareció en formato de DVD, el cual contenía el vídeo de la canción Black And White, la canción Permanance en formato de audio y trozos de los vídeos de This Is Not, Push It y I'm With Stupid.
- Datos: Q2040134